# VideoMarkt
VideoMarkt war ein Fachmagazin für Home Entertainment. Die Fachzeitschrift erschien alle 14 Tage, 2015 im 34. Jahrgang. Erscheinungstag war Mittwoch. Die üblichen Rubriken waren: Schlagzeilen, Topstory, Verkauf, Verleih, Digital und Programm. Weitere Bestandteile waren ausführliche Charts für Verkauf und Verleih, Kinocharts sowie der detaillierte Programmplaner mit den wichtigen Neuerscheinungen im Videobereich.
Das Fachmagazin richtete sich an Videohandel, -verleih und -industrie, etwa an Einkäufer von Fachmärkten, Kaufhäusern, Versandhandel und Videotheken, an Automatenaufsteller, an Anbieter, Dienstleister und Medien. Die Zeitschrift berichtete über aktuelle Ereignisse und Entwicklungen in den Bereichen Videoindustrie und Videohandel. Dabei wurden sowohl Verkauf, Verleih als auch digitale Distribution berücksichtigt. Relevante Branchenereignisse, Marktentwicklungen, Präsentation und Kritik von Neuerscheinungen sowie Berichte, Reportagen, Meinungen und Interviews standen im Vordergrund.
Tagesaktuelle News wurden zudem auf der Website veröffentlicht. Abonnenten standen online eine Datenbank mit Filmen, deren Videoversionen, Branchenadressen etc. zur Verfügung.

## Charts
Die Zeitschrift schaffte einen Überblick über die aktuell beliebtesten DVD- und Blu-ray-Titel in Verkauf und Verleih sowie die Kinocharts.

Die folgenden Listen wurden in den drei Kategorien ausgewertet:
- Verkauf:

1. Top 50 DVD Neuheiten
2. Top 20 Blu-ray
3. Top 20 Katalog (DVD)
4. Top 10 Kinder

- Verleih

1. Top 50 DVD
2. Top 10 Blu-ray

- Kinocharts

1. Kinohits Deutschland: Top 25
2. Kinohits USA: Top 25

Auch die Anzahl der Veröffentlichungen je Videoanbieter, eine Anbieterhitparade Top 100 DVD und eine Vertriebshitparade Top 100 DVD wurden dargestellt.

## Programmplaner
Der Programmplaner war als Heft-im-Heft in jeder Ausgabe enthalten und listete auf meist 20 Seiten eine Auswahl an ausgesuchten Neuheiten mit allen für den Handel relevanten Details inklusive Inhaltsangabe und Kurzkritik, analysiert Verleih- und Verkaufspotenziale einzelner Titel und führte weitere aktuelle Neuheiten nach Erscheinungstermin auf.